# Slavka Taskova Paoletti

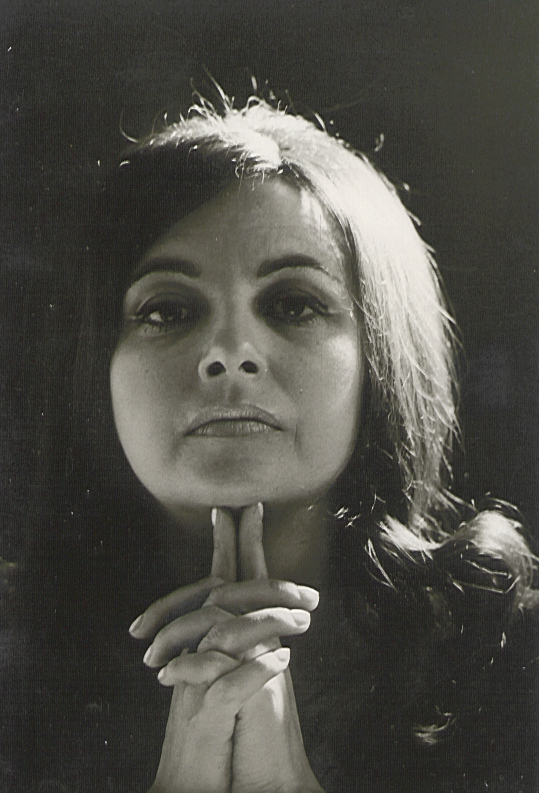
La Taskova in un ritratto della fine degli anni 1970

Slavka Taskova Paoletti (Sofia, 1937 – Arezzo, 26 dicembre 2024) è stata un soprano bulgaro naturalizzato italiano.

## Biografia
Nata Slavka Taskova a Sofia (Bulgaria) nel 1937, crebbe in una famiglia di musicisti. Notata per la sua voce e musicalità, Slavka, ancora bambina, viene scelta per concorso a interpretare lo spot musicale voluto dai russi in occasione del lancio in orbita dello Sputnik. La sua famiglia si trasferisce a Plovdiv per qualche anno ma Slavka ritorna a Sofia per completare i suoi studi presso il Conservatorio Nazionale di musica e si laurea in pianoforte e canto. Per le sue qualità musicali e canore, nel 1962 ottiene eccezionalmente un passaporto per espatrio oltre la "cortina di ferro" per potersi specializzare nel bel canto in Italia.
Ha come insegnanti il soprano Lina Pagliughi e Gina Cigna.
A Siena, dove frequenta l'Accademia Chigiana, conosce Pier Paolo Paoletti, suo futuro marito.
Con il matrimonio ottiene la cittadinanza italiana e in seguito va a vivere in maniera stabile nella città di Arezzo.

### Carriera

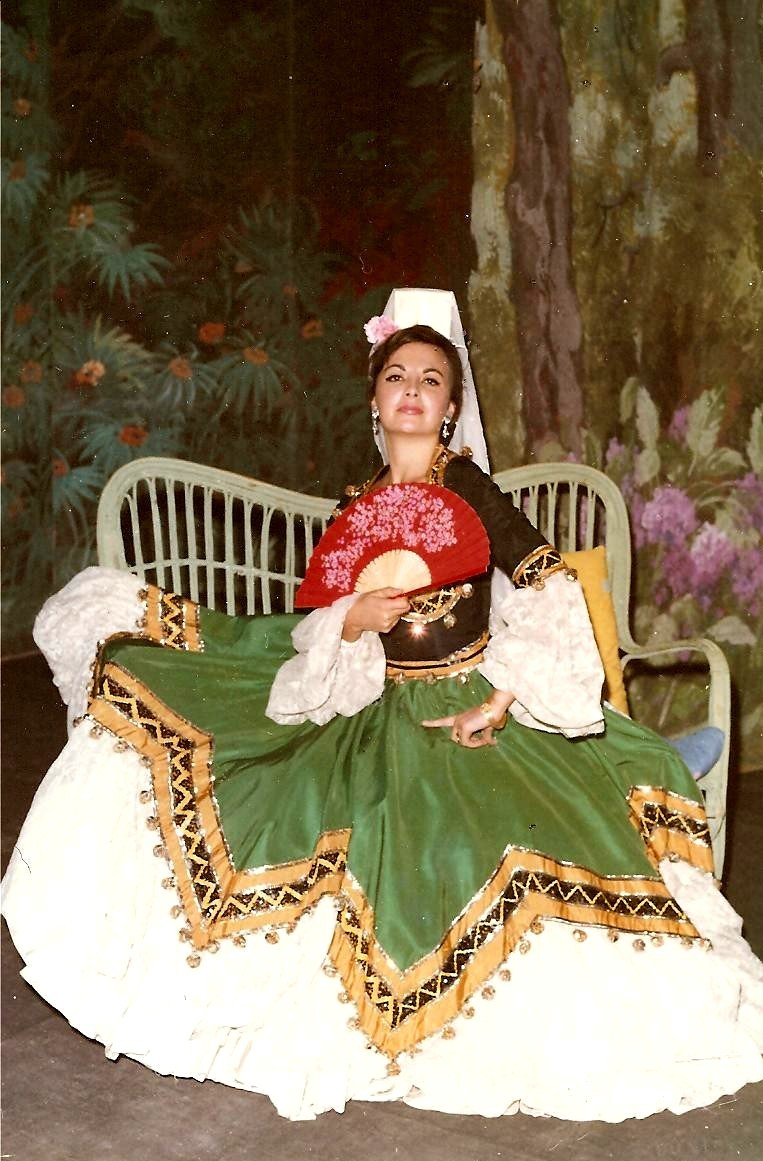
La Taskova nel ruolo di Rosina

Canta “La scala di seta” di Rossini per l'accademia Chigiana come migliore allieva di canto della classe di Gina Cigna. Col maestro Alberto Zedda canta nei principali teatri italiani e stranieri in opere di repertorio come “La Sonnambula”, “Il barbiere di Siviglia”, “Lucia di Lammermour”, “La traviata”, “Rigoletto” assieme a Nucci e Protti.
A Como canta “La Sonnambula” nella versione originale “I fidanzati del Lago di Como”, allestita con il supporto della Scala di Milano: viene notata dal direttore artistico Luciano Chailly che la introduce alla Scala di Milano scritturandola per Nausicaa in “Ulisse” di Dallapiccola. Quest'ultimo gli affiderà in seguito altre sue opere (“Volo di notte”, “Anacreonte” e molti brani di musica da camera). 
Per il ”Maggio Musicale Fiorentino“ canta la “Voce umana” di Poulenc, “Il sogno di mezza estate” di Henze, “Il Naso” e la “Sinfonia n°14” di Šostakovič diretta da Jurij Aronovič, inoltre è esecutrice di molti concerti. 
Luciano Berio la vuole come protagonista della sua opera “Passaggio” eseguita in prima assoluta in lingua italiana all'Holland Festival del 1964. In tale occasione più di 700 giornalisti delle più importanti testate internazionali la portano alla ribalta mondiale per la sua interpretazione. 
Nello stesso periodo è presente in programmi RAI TV per la musica d'avanguardia, del Novecento e repertori, tutti eseguiti in prima assoluta mondiale. Canta alla Deutsche Opera di Berlino come protagonista di “Melusine” di Aribert Reimann, all'Opera di Francoforte e Berlino canta in una rassegna contemporanea “Voce Danza Canto” e sempre a Francoforte Michel Gielen la vuole protagonista e la dirige nella “Lulu” di Aban Berg, cantata in tedesco.

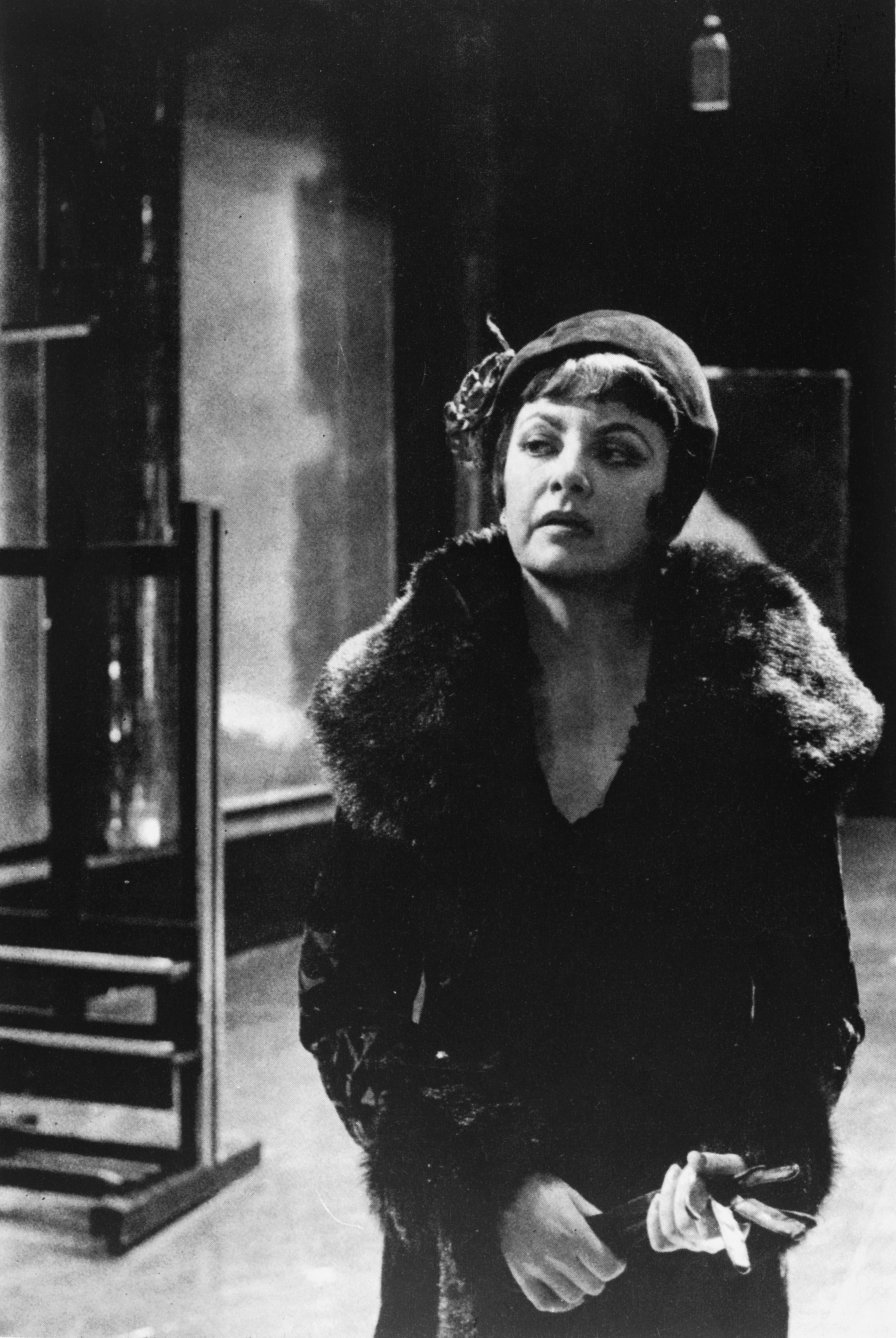
La Taskova nel ruolo di Lulu

Al “Festival dei due mondi” sarà ancora protagonista nel 1974 della “Lulu” di Berg, nella versione in italiano, per la regia di Polański e diretta da Christofer Keene. Nel 1978 va in scena a Bologna “Le grand macabre” di György Ligeti, prima assoluta, e la Taskova si riconferma nella musica contemporanea nel ruolo della "Verità". Sarà ancora protagonista della “Lulù” completa del terzo atto, diretta da Pierre Boulez con la regia di Patrice Chereau, negli allestimenti dell'Opéra di Parigi e della Scala di Milano.
Contemporaneamente ha continuato a cantare anche partiture classiche del passato di Pergolesi, Leo Delibes (“Lakmé”), Ravel (“L'enfant et le sortilege”), Respighi (“La campana sommersa”), Petrassi (“Il cordovano”), Marco da Calliano, Scarlatti, Monteverdi, Hendel, Brahms, Schubert, Haydn, Bach, Gluck, Mozart, Verdi, Bellini, Donizetti, Rossini e altri.
Sono rimaste storiche le sue interpretazioni al teatro di Monaco di Baviera della Regina della notte nel “Flauto magico” di Mozart. 
Ha cantato con la direzione d'orchestra dei più grandi del suo tempo come Claudio Abbado, Jurij Aronovič, Zoltan Pesko, Marcello Panni, Peter Maag, Pierre Boulez, Michel Gielen, Georges Prètre e altri.
Ha collaborato con grandi registi come Giuliano Montaldo, Patrick Charot, Virginio Puecher, Roman Polański, Mario Missiroli, Jurij Petrovič Ljubimov.
Alla fine degli anni 1990 rinuncia ai contratti per ogni tipo di esibizione e si dedica all'insegnamento del canto.

## Premi e onorificenze
Alla Taskova è stato attribuito a Talla, paese natale di Guido d'Arezzo (AR), il premio internazionale “Apollo Musagete” della regione Toscana insieme al mezzo soprano Fedora Barbieri. Ha ricevuto ad Arezzo il premio “Città di Arezzo - La Chimera”. 
Hanno scritto di lei i critici musicali Massimo Mila, Leonardo Pinzauti, Duilio Courir e molti altri.

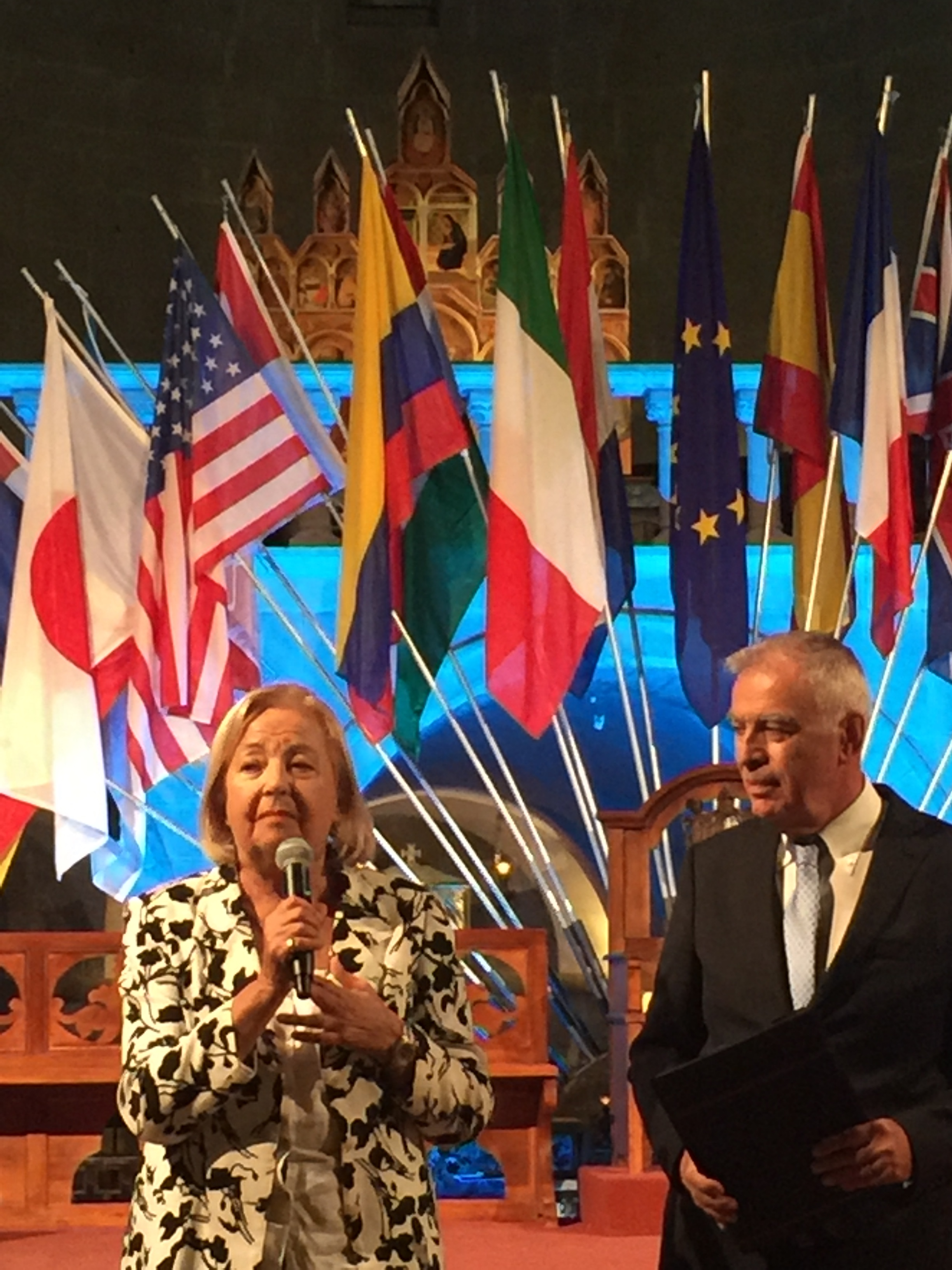
La Taskova inaugura una edizione del Polifonico

Nel 2015 il sindaco di Arezzo Alessandro Ghinelli la nomina presidente della prestigiosa "Fondazione Guido d'Arezzo", in tale ruolo riporta il famoso concorso Polifonico nazionale ed internazionale agli antichi splendori, aumentando considerevolmente la presenza di prestigiosi cori pervenuti da ogni parte del mondo.
Crea e organizza, nella città di Arezzo, il "GUIDO DAY", la festa della musica che si celebra in tutto il mondo il 21 giugno. Contestualmente istituisce il “Premio internazionale Guido d'Arezzo “ che viene attribuito annualmente a una istituzione meritevole nel campo musicale e a un soggetto che si è distinto nella musica in senso lato: tale premiazione viene assegnata in una cerimonia a conclusione delle manifestazioni che si svolgono per una settimana nella terza settimana di giugno (“Guidoneum”).
Con il DNA della musica, rappresentato sia nella statuetta del premio internazionale sia nel piccolo monumento interattivo situato nella piazza dedicata a Guido d'Arezzo nella città toscana, ha voluto testimoniare la gratitudine di tutto il mondo all'illustre personaggio ideatore del linguaggio musicale universale scritto, promuovendo ufficialmente Arezzo come città della musica. Attualmente, alla fine del suo mandato di Presidente effettivo, riveste il ruolo di Presidente Onorario della fondazione.

## Vocalità e personalità interpretativa
Slavka Taskova Paoletti è considerata dalla critica specializzata una degli interpreti "portabandiera" della musica del Novecento, per come ha interpretato la musica di Zemlinski, Berg, Weber, Webern, Henze, Schönberg, Nono, Maderna, Dallapiccola, Berio, Paccagnini, Ligeti, Karl Orff, Sciarrino, Stravinskij, Bussotti, Camillo Togni, Luciano Chailly, Prosperi, Manzoni, Von Wysoki, Testi e altri.
Per la sua musicalità, l'orecchio assoluto, la sua vocalità con tecnica ed estensione di tre ottave, l'agilità di soprano leggero con coloritura e per le molteplici capacità interpretative è stata scelta da molti compositori contemporanei per eseguire la prima assoluta mondiale delle loro opere.
A Parigi al centro Pompidou IRCAM ha cantato, in prima assoluta mondiale, musiche di Pierre Boulez e Gilbert Amy, diretta dagli autori stessi.

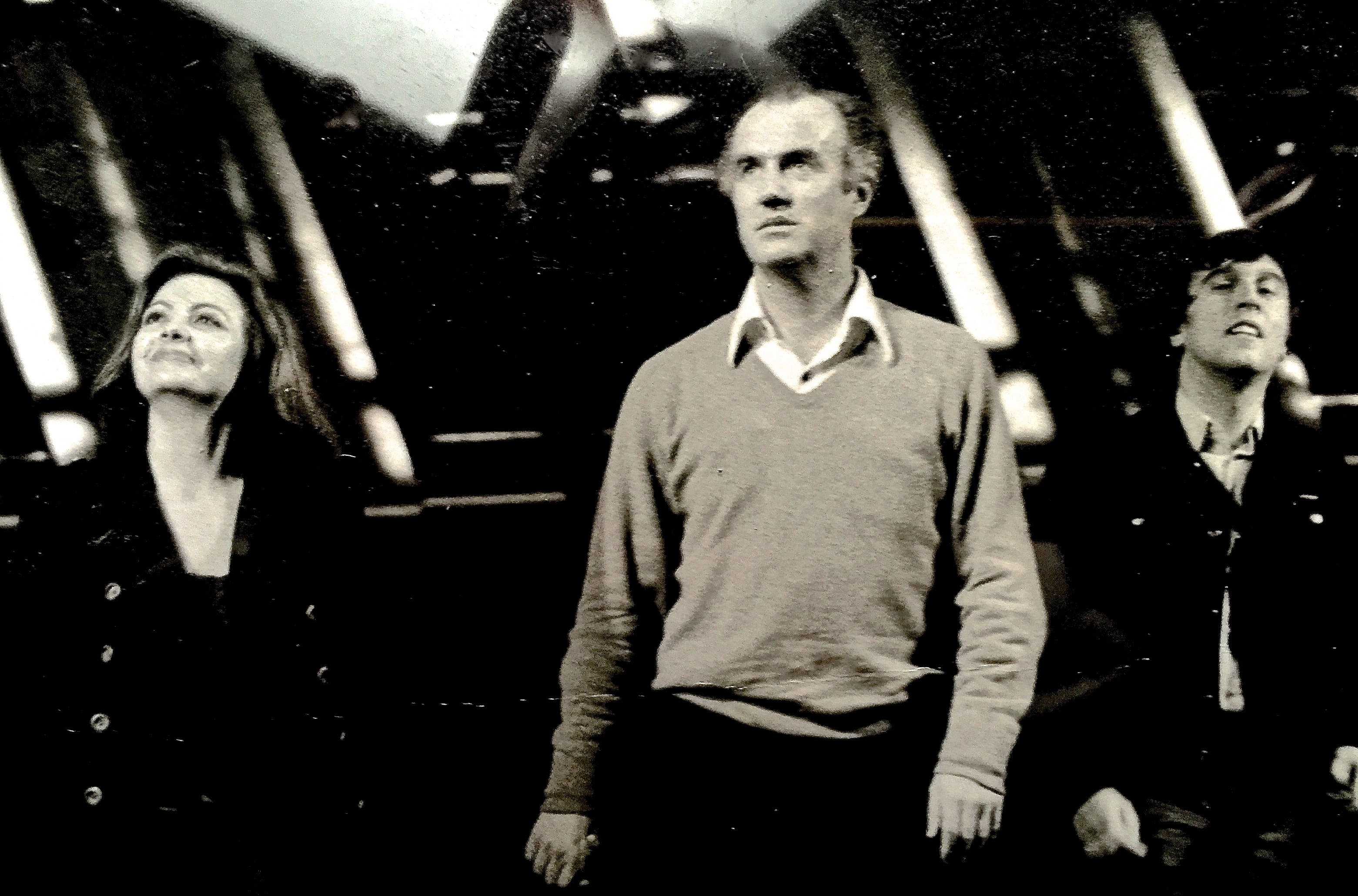
Taskova, Nono e Abbado - Foto di scena de "Al gran sole..."

A Milano, al Centro di studio di fonologia musicale fondato nel 1955 da Berio e Maderna, uno dei centri più autorevoli di sperimentazione nell'ambito della musica contemporanea, ha stretto una solidale amicizia e collaborazione professionale con Luciano Berio, Pollini, Abbado, Maderna e Luigi Nono.  Di quest'ultimo ha contribuito alla composizione musicale di alcune opere, di cui ne ha anche interpretato l'esecuzione. Ormai storica quella dell'opera “Al gran sole carico d'amore”, alla Scala di Milano (Teatro Lirico), diretta da Abbado con la regia di Ljubimov, già eseguita in prima assoluta mondiale in forma concertistica, sempre dalla Taskova, a Colonia nel 1975.
Con il disco “Como una hola de Fuerza e Luz” di Luigi Nono insieme a Claudio Abbado e Maurizio Pollini, la Taskova ha vinto il disco d'oro della Deutsche Grammophon nel 1972.

## Discografia e registrazioni
- ORF - Unferklaufiche Dokumentationsplatte – Anton Webern 1. Kantate,op.29, dirige Michael Gielen, Soprano Solo[41]

- DEUTSCHE GRAMMOPHON- Luigi Nono: “Como una ola de fuerza y luz” e “ Y entonces comprendió”

Taskova-Pollini-Abbado
- WERGO - Studio Reihe neuer Musik,  Nono: “Canti di vita e d'amore”

- ADES - Amy dirige Amy – Strophe sonata pian'e forte

- SWR music edition Vol.8 1954-2013 , Michael Gielen dirige Schönberg, Berg, Weber, Soprano solista in alcuni brani

- SENDER FREIES BERLIN, Westdeutscher Rundfunk, Rias Berlin, Haus des Rundfunks, Großer Sendesaal.

. MUSIK DER GEGENWHART N°66, 11. April 1972: Robert Wittinger, Włodzimierz Kotoński, Siegfried Matthu
Leitung Jochem Slothouwer.
- BAYERISHER RUNDFUNK , 2. Konzert des Symphonieorchesters, Oktober 1973 Schönberg, Nono, Brahms

Leitung Claudio Abbado
- CONCERTI SINFONICI del conservatorio Rai Radio Televisione italiana terzo concerto 23 gennaio 1976 Dmitrij Šostakovič Sinfonia numero 14 Opera 135,

Direttore Jurij Aronovič
- HESSICHER RUNDFUNK Oeffentliche Konzerte 1975/76 3. November 1975 Dirigent Michael Gielen

Arnold Schönberg 2. Streichqartett Fassung fur Streichorchester, Anton Bruckner 5. Sinfonie B-Dur
- WESTDEUTSCHER RUNDFUNK KÖLN Wdr Musik der Zeit Freitag, 16. Mai 1975 Großer Sendssal

Luigi Nono Fragments aus der Oper  “Al gran sole carico d'amore",  Leitung Claudio Abbado
- RAI RADIOTELEVISIONE ITALIANA , Auditorium, I concerti di Torino - I° concerto di primavera 26 marzo 1981[42]

Direttore Charles Bruck,  Mozart Don Giovanni, Ouverture Exultate, Jubilate, Mottetto K.16 per soprano e orchestra
- RAI RADIOTELEVISIONE ITALIANA, RAI1 Stagione sinfonica pubblica,  RAI Torino 1977

dal Palasport di Torino, Concerto sinfonico Gustav Mahler Sinfonia N° 8 Direttore Jurij Aronovič